# Gedenkstätte für die in der Shoah ermordeten Jüdischen Kinder, Frauen und Männer aus Österreich

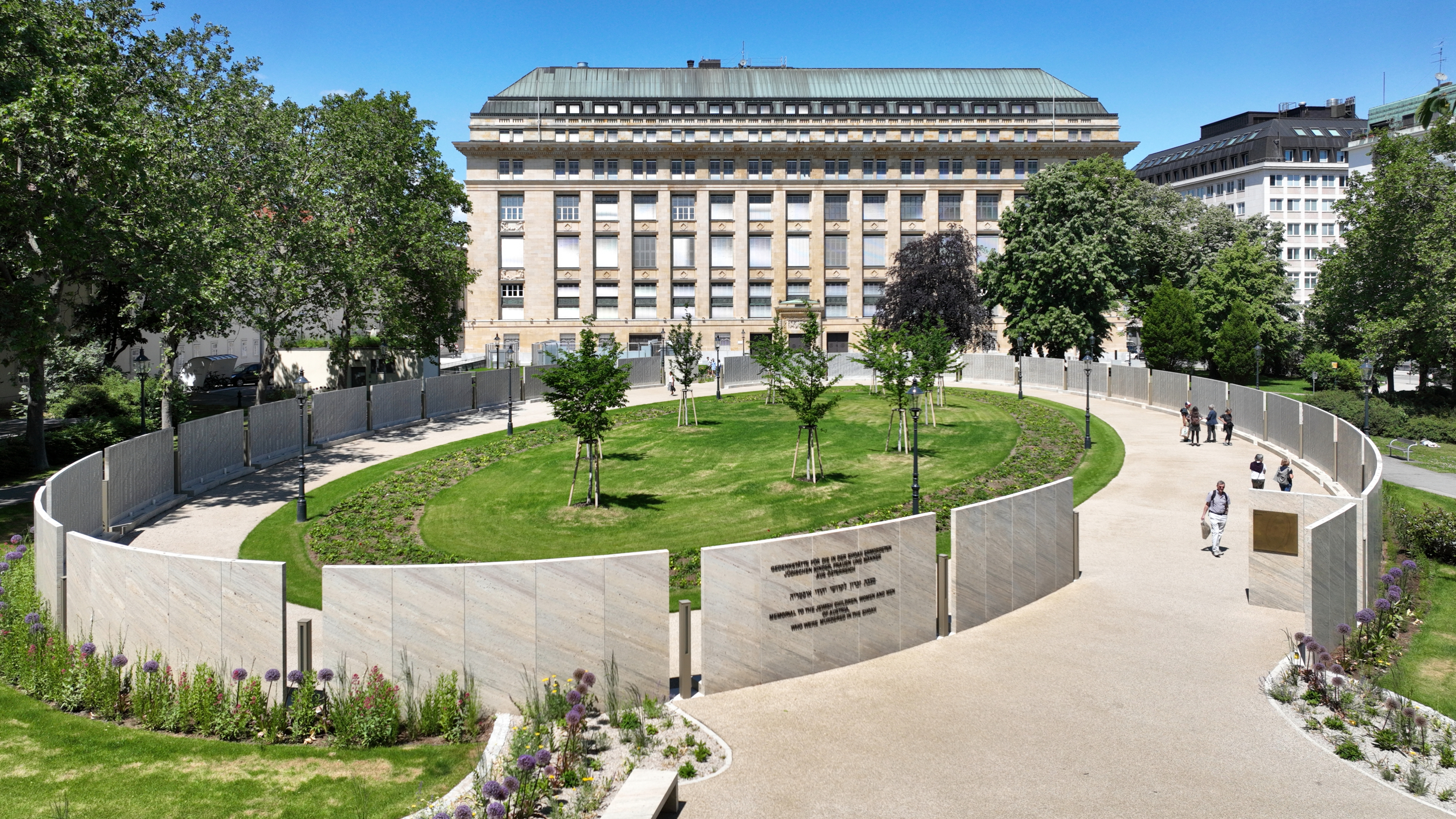
Die Shoah-Namensmauern-Gedenkstätte in Wien

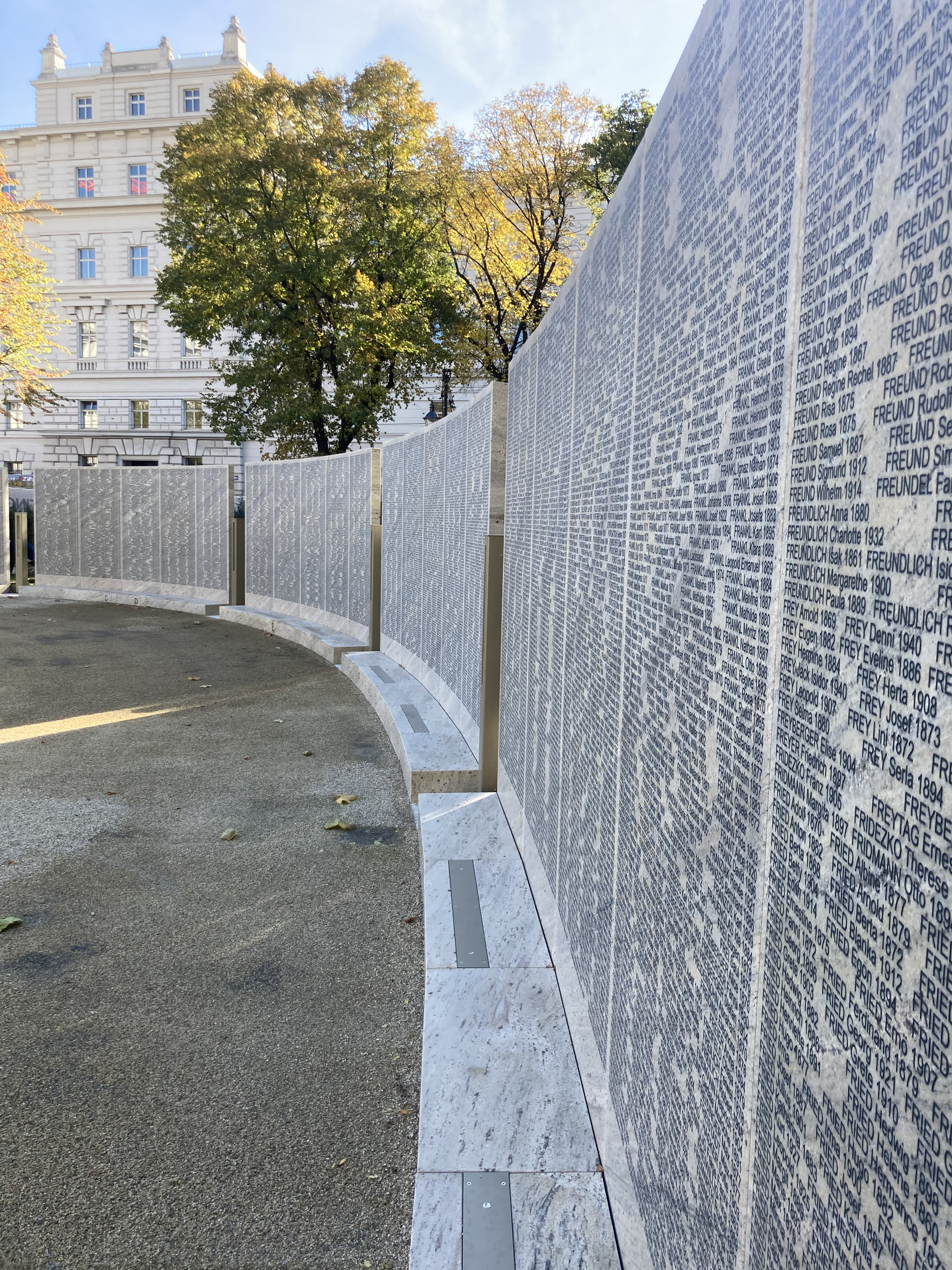
Die Shoa Namensmauern in Wien, wenige Tage vor der feierlichen Eröffnung

Gedenkstätte für die in der Shoa ermordeten Jüdischen Kinder, Frauen und Männer aus Österreich, kurz Shoa Namensmauern, ist der Name einer Gedenkstätte der Republik Österreich für die 65.000 jüdischen Österreicher, die im Zuge der Shoa ermordet wurden. Eingraviert sind die Namen aller österreichischen Opfer der Shoa. Standort ist der Ostarrichipark im 9. Wiener Gemeindebezirk, dem Alsergrund.  Auf Englisch heißt das Denkmal Memorial to the Jewish Children, Women and Men of Austria who were murdered in the Shoah (Shoah Wall of Names Memorial).

## Geschichte

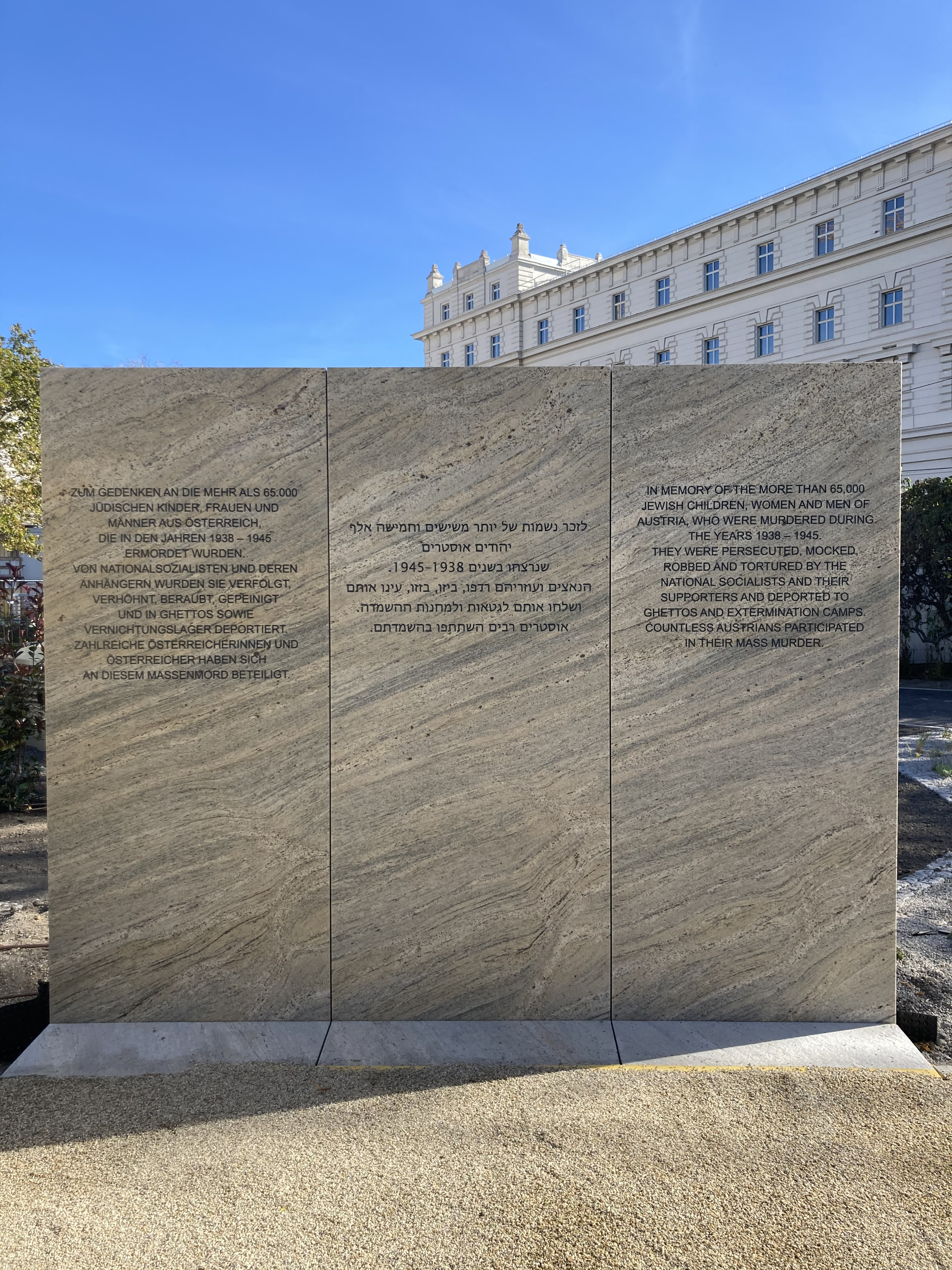
Eingangsbereich, im Hintergrund das Wiener Landesgericht, in dem zur NS-Zeit mehr als 1.200 Menschen überwiegend aus politischen Gründen enthauptet wurden

Das Projekt zur Errichtung der Gedenkstätte wurde im Jahr 2000 von Kurt Yakov Tutter initiiert, einem aus Österreich stammenden und seit 1948 in Kanada lebenden Künstler, dessen Familie 1939 aus dem vom nationalsozialistischen Deutschland annektierten Österreich nach Belgien flüchtete. Der Verein Gedenkstätte Namensmauern wurde von ihm im Jahr 2000 gegründet. Dem Proponentenkomitee von 2005 gehörten die damaligen ÖVP- und SPÖ-Nationalratsabgeordneten Ulrike Baumgartner-Gabitzer, Caspar Einem, Harald Himmer, Kai Jan Krainer und Erwin Niederwieser an sowie die Bundesräte Albrecht Konecny und Vincenz Liechtenstein.
Die Kosten von rund 5,29 Millionen Euro trugen aufgrund eines Beschlusses des Ministerrats sowie der Landeshauptleutekonferenz im November 2018 zum größten Teil der Bund (4,46 Millionen Euro) und die Bundesländer (600.000 Euro), dazu kamen noch 230.000 Euro aus einem Fundraising-Dinner der Industriellenvereinigung. Der Baubeginn erfolgte im Sommer 2020.
Die Gedenkstätte wurde am 9. November 2021, dem Jahrestag der Novemberpogrome 1938, der Öffentlichkeit übergeben. Im Zuge der feierlichen Einweihung erfolgten nach einer Begrüßungsrede der Bundesministerin Karoline Edtstadler Ansprachen des Bundeskanzlers Alexander Schallenberg, des Nationalratspräsidenten Wolfgang Sobotka, der Stadträtin Veronica Kaup-Hasler, des israelischen Ministers für Diaspora-Angelegenheiten Nachman Shai, des Präsidenten der Israelitischen Kultusgemeinde Oskar Deutsch sowie des Projekt-Initiators Kurt Tutter.

## Gedenkstätten mit umfangreichen Namenslisten

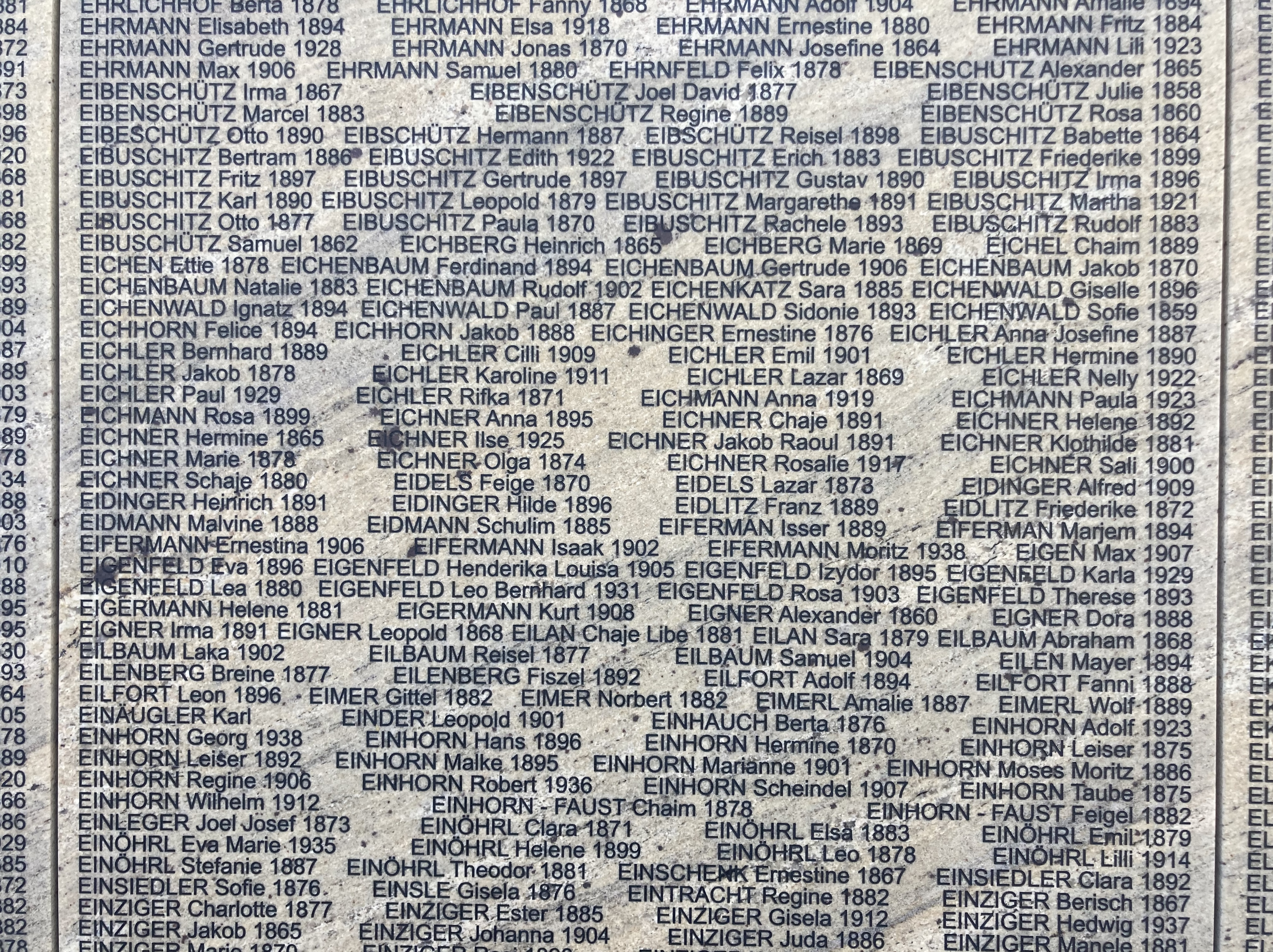

Als erste Gesamtdarstellung aller jüdischen Opfernamen einer Nation gilt das Nationaal Monument voor de Joodse martelaren van België in Anderlecht, der Öffentlichkeit übergeben am 19. April 1970. Alle Opfer des Holocausts in Thessaloniki wurden auf Steintafeln eingraviert, die im Jüdischen Museum von Thessaloniki angebracht wurden, eröffnet 2001. Es folgten die französische Namensmauern im Mémorial de la Shoah von Paris (2005) und das Holocaust Namenmonument in Amsterdam (2021). In Österreich existieren in Gedenken an die Opfer der Nationalsozialisten zahlreiche Mahnmale sowie Gedenkstätten, -tafeln und -steine. Die Shoa Namensmauern sind die erste Gedenkstätte in Österreich, die die Namen aller 65.000 in der Shoah ermordeten jüdischen Kinder, Frauen und Männer aus Österreich auflistet. Gertrude Schneider, eine österreichische Historikerin und Holocaust-Überlebende drückte in einem Brief an Kurt Tutter aus, es wäre ihr größter Traum, eines Tages mit ihrer Tochter nach Wien zu reisen und den Namen ihres Vaters in der Gedenkstätte zu sehen, sie starb aber rund ein Jahr vor der Eröffnung.

## Standort, Gestaltung

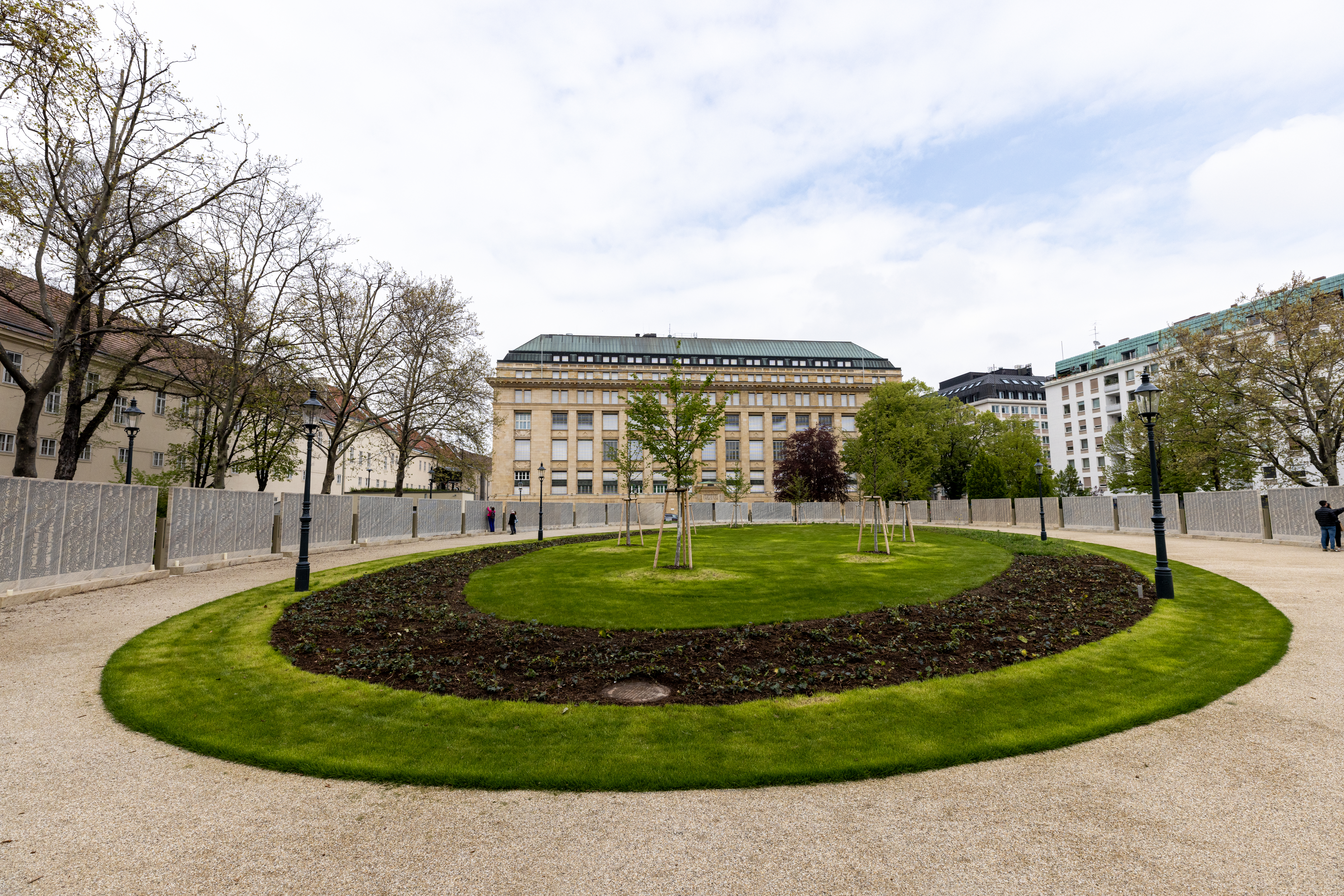
Gedenkstätte in Wien, April 2022

Ursprünglich geplant war ein Standort beim Aspangbahnhof (in Wien), von dem aus 50.000 Juden in Richtung Osten deportiert wurden. Im Mai 2016 wurde der Schmerlingplatz, gleich neben dem Parlament, als schon fixierter Standort angesehen.
Schließlich adoptierte die österreichische Bundesregierung, damals bestehend aus ÖVP und FPÖ, im März 2018 das Projekt und legte als Standort den Ostarrichipark am Otto-Wagner-Platz fest. Der Park liegt ebenfalls zentral, zwischen Landesgericht und Nationalbank, bietet jedoch mehr Platz für eine großzügige Anordnung der Namensmauern. 
Die Namensliste der Opfer wurde vom Dokumentationsarchiv des österreichischen Widerstandes erarbeitet und bereitgestellt. Als Material wurden helle Granitplatten der Sorte Kashmir Gold gewählt, die aus Indien importiert wurden. Die 180 Platten haben eine Höhe von zwei Metern und eine Breite von einem Meter, sie wurden ab November 2020 in Italien geschliffen. Danach erfolgten die Gravuren in Wien.